# Elaeagnus cinnamomifolia
Elaeagnus cinnamomifolia là một loài thực vật có hoa trong họ Elaeagnaceae. Loài này được W.K.Hu & H.F.Chow mô tả khoa học đầu tiên năm 1980.